# Terres du domaine de l'État
Les terres du domaine de l’État ou terres de la Couronne sont les terres qui appartiennent à l'État au Québec. 
Les terres du domaine de l'État constituent 92 % de la superficie du territoire québécois. Une majeure partie est située dans les régions peu peuplées du Centre et du Nord du Québec. Elles comprennent en outre la quasi-totalité des plans d’eau du Québec (lacs, rivières, fleuve Saint-Laurent, etc.) ainsi que les aires protégées, telles les parcs nationaux et les réserves fauniques. 
L’origine des terres du domaine de l’État remonte à la Nouvelle-France. En effet, les terres qui n’étaient pas divisées en seigneuries et attribuées aux colons faisaient partie intégrante des terres de la Couronne. Ces terres étaient le lieu privilégié pour le roulement de l’économie de la colonie grâce au commerce de la fourrure entretenu principalement par les coureurs des bois qui s’y aventuraient à maintes reprises.
Bien que la propriété de ces terres soit détenue par l’État, tout citoyen y a droit d’accès conformément à la législation en vigueur. Ainsi, l’Assemblée nationale du Québec légifère sur le sujet, notamment par l’entremise de la Loi sur les terres du domaine de l’État, la Loi sur les forêts et la Loi sur la conservation et la mise en valeur de la faune. Elle élabore, en plus, certaines dispositions accordant au gouvernement le droit de :
- diviser ces terres en aires protégées de façon à préserver les ressources naturelles dont elles forment le principal bassin du Québec ;
- octroyer des droits de vente de lots ou d’exploitation du territoire et de ses ressources naturelles.

## Subdivisions des terres publiques
Les aires protégées du Québec sont au total subdivisées en une vingtaine de désignations; la majorité d’entre elles sont situées sur les terres du domaine de l’État. Certaines parcelles de territoire sont sous la gestion du gouvernement du Canada, mais d’ordre général, les subdivisions administrées par celui-ci font partie des terres du domaine de l’État, car celui-ci ne possède que l’usufruit sur les terres dont il assure l’administration; l’État québécois en conserve la nue-propriété.

### Terres non divisées
Une grande partie des terres du domaine de l'État ne sont pas divisées en régions particulièrement définies comme des aires protégées. Les dispositions de leur conservation et de leur exploitation sont donc celles définies par les différentes lois de l'Assemblée nationale du Québec qui s'y appliquent.

### Aires administrées par le ministère de l’environnement, de la lutte contre les changements climatiques, de la faune et des parcs (MELCCFP)[1]
- Parcs nationaux du Québec et Réserve des parcs nationaux du Québec

« Aires protégées dont l’objectif prioritaire est d’assurer la conservation et la protection permanente de territoires représentatifs des régions naturelles du Québec ou de sites naturels à caractère exceptionnel, notamment en raison de leur diversité biologique, tout en les rendant accessibles au public pour des fins d’éducation et de récréation extensive. »
- Réserve écologique et Réserve écologique projetée

« Territoire conservé à l'état naturel : une île, un marécage, une tourbière, une forêt, un bassin hydrographique, etc. Tous les sites choisis présentent des caractéristiques écologiques distinctives. »
- Réserve de biodiversité et Réserve de biodiversité projetée

« Aire protégée constituée dans le but de favoriser le maintien de la biodiversité en milieu terrestre et plus spécialement de la représentativité des différentes régions naturelles du Québec. »
- Réserve aquatique et Réserve aquatique projetée

« Aire protégée axée principalement sur la protection de la biodiversité en milieu aquatique d’eau douce et d’eau salée et des milieux naturels adjacents. »

### Aires administrées par le ministère des Ressources naturelles et Faune
- Habitat d’une espèce floristique menacée ou vulnérable
- Réserve naturelle faunique
- Zone d'exploitation contrôlée (ZEC)
- Pourvoirie
- Habitat faunique

D'ordre général, nul ne peut, dans un habitat faunique, faire une activité susceptible de modifier un élément biologique, physique ou chimique propre à l'habitat de l'animal ou du poisson visé par cet habitat.
- Aire de concentration d’oiseaux aquatiques
- Aire de confinement du cerf de Virginie

Une superficie boisée d’au moins 250 hectares, caractérisée par le fait que les cerfs de Virginie s’y regroupent pendant la période où l’épaisseur de la couche nivale dépasse 40 centimètres dans la partie de territoire située au sud du fleuve Saint-Laurent et à l’ouest de la rivière Chaudière, ou dépasse 50 centimètres ailleurs.
- Habitat d’une espèce faunique menacée ou vulnérable
  - Colonie d’oiseaux en falaise
  - Colonie d’oiseaux sur une île ou une presqu’île
  - Habitat du rat musqué
  - Héronnière
  - Vasière
- Refuge faunique
- Écosystème forestier exceptionnel
  - Forêt ancienne
  - Forêt rare
  - Forêt refuge
- Milieu marin protégé
- Milieu naturel de conservation volontaire
- Refuge d’oiseaux migrateurs
- Réserve nationale de faune

### Aires administrées par le gouvernement du Canada
Il s'agit des terres de la Couronne fédérales :
- Parc de la Commission de la capitale nationale (Canada)
- Parc et lieu historique national du Canada
- Parc national et réserve des parcs nationaux du Canada